# Meteorus quinlani
Meteorus quinlani är en stekelart som beskrevs av Trevor Huddleston 1986. Meteorus quinlani ingår i släktet Meteorus och familjen bracksteklar. Inga underarter finns listade i Catalogue of Life.